# Arturo Rodríguez Jurado
Arturo J. Rodríguez Jurado (26. maj 1907 i Buenos Aires, Argentina- 22. november 1982 også kendt som El Mono) var en argentinsk bokser og rugbyspiller som deltog i boksning ved de olympiske lege 1924 i Paris og 1928 i Amsterdam.
Ved den olympiske bokseturnering i 1924 i letsværvægt tabte Jurado sin første kamp til danskeren Thyge Petersen.
Fire år senere blev Rodríguez olympisk mester i sværvægtsboksning ved OL 1928 i Amsterdam. På vej mod OL-guldet besejrede han i semifinalen danskeren Michael Jacob Michaelsen, hvorefter han i finalen besejrede svenske Nils Ramm. I den olympiske bokseturnering 1928 deltog ti boksere fra ti lande.
Rodríguez var også anfører for det argentinske rugbylandshold.